# Shadow (2013)
Shadow é um filme de ação produzido na Índia, dirigido por Meher Ramesh e lançado em 26 de abril de 2013.